# Johannes Wilhelm Gotthart
Johannes Wilhelm Gotthart oder Johann Wilhelm Gotthard (* 5. September 1592 in Solothurn; † 19. Mai 1649 ebenda) war ein Schweizer Geistlicher, Kontroverstheologe, Lehrer und Schriftsteller.

## Leben
Gotthart war der Sohn des Dichters Georg Gotthart. Er absolvierte die Lateinschule seiner Heimatstadt und studierte anschliessend am Helvetischen Kollegium in Mailand Theologie. 1616 empfing er die Priesterweihe. Anschliessend ging er nach Solothurn zurück. Dort wurde er Lehrer der oberen Klassen an der Lateinschule, wobei er an der Hebung der Schule zum Gymnasium mit grossem Engagement mitwirkte. Er war bis 1621 als Lehrer an der Schule tätig. Danach war er Aufseher über die lateinischen und deutschen Schulen in Solothurn.
Gotthart wurde 1619 Chorherr am St. Ursenstift in Solothurn. Dort wirkte er als Sekretär, Bibliothekar und Custos. Seine 1627 verfassten Statuten des Stifts führten zu Streitigkeiten mit dem Rat der Stadt. 1645 wurde ihm der Titel eines Apostolischen Protonotars verliehen.
Gotthart trat unter anderem als polemischer Schriftsteller gegen die Reformierten auf.

## Werke (Auswahl)
- Christliche catholische Gebett Schuel. Sutor, Dillingen 1632.
- Augspiegels wahrer Religion erster Theil, welcher zu mehrer Vollkommenheit diser andern Edition von dem Authore Ioanne Wilhelmo Gothardo, Der alt- und löblichen Stifft SS. Ursi, Victoris, & Soc. Theb. Mart. zu Solothurn, Canonico, Custode und Poenitentiario selbsten auff ein Newes revidiert, umb den halben Theil vermehret, und mit zugethanen Registern, etc. geziehret worden: allen Liebhabern der Warheit und unpartheyischen Erforschern der wahren Religion für die Augen gestellt. Hautten, Luzern 1639.
- Catholisch Solothurnisches Magnificat: darin beschriben die vilfeltig- vnd sonderbare Genaden / vnd Gutthaten / mit welchen Solothurn / … von dem Allmaechtigen biss dato begabet worden. Darbellay, Freiburg im Üechtland 1644.
  - Catholisches Solothurnisches Ehren-Preyss, worinn beschriben die villfältige und sonderbahre Gnaden, und Gutthaten, mit welchen Solothurn, fürnemlich vermittelst seiner HH. Patronen Ursi, Victoris, samt ihrer heiligen Thebeischen Gesellschafft und dero heylsame Lehr … begabet worden. Bernhard, Solothurn 1700.
- Laytteren Jacob, dardurch der Himmel mit der Erden, mit dem Menschen die Engel, und Gott vereiniget werden, unnd man durch underschiedliche Staffel dess Lob Gottes, unnd Gebetts obsich steiget: hergegen die erlangte Genaden undersich werden getragen. Darbellay, Freiburg im Üechtland 1644.
- Scala Iacob qua coelum terris mortalibus angeli deusque iunguntur. Darbellay, Freiburg im Üechtland 1646.
- Ander Theill deß Augspiegels wahrer Religion. Solothurn vor 1649.